# 33994 Regidufour
33994 Regidufour è un asteroide della fascia principale. Scoperto nel 2000, presenta un'orbita caratterizzata da un semiasse maggiore pari a 2,2915791 UA e da un'eccentricità di 0,0350974, inclinata di 4,50092° rispetto all'eclittica.